# Nametar
Nametar (en népalais : नामेटार) est un comité de développement villageois du Népal situé dans le district d'Udayapur. Au recensement de 2011, il comptait 2 192 habitants.